# По течению (Властелин колец: Кольца власти)
«По течению» (англ. Adrift) — второй эпизод американского фантастического телесериала «Властелин колец: Кольца власти». Был снят режиссёром Хуаном Антонио Байоной по сценарию Дженнифер Хатчисон. Его премьера состоялась 2 сентября 2022 года.

## Сюжет
Действие эпизода происходит во Вторую эпоху легендариума Дж. Р. Р. Толкина. В нём три основных сюжетных линии. Одна связана с эльфийкой-воительницей Галадриэль и её другом Элрондом, который в ходе путешествия в Кхазад-Дум передает принцу Дурину выгодное предложение своего короля. Вторая связана с племенем хоббитов-мохноногов, представительница которых Нори пытается найти общий язык с бородатым незнакомцем; третья — с эльфом Арондиром, который исследует обнаруженный в разоренном поселении людей подземный ход.
В финале люди покидают родные земли, а на морских просторах неизвестный мореплаватель находит плот вместе с пережившими бурю Галадриэль и моряком Халбрандом.

## Премьера и оценки
«По течению» впервые показали 2 сентября 2022 года вместе с первой серией, «Тень прошлого». Кинокритики остались в целом высокого мнения об обоих эпизодах, а зрители (особенно поклонники творчества Толкина) были настроены более критично — в первую очередь из-за массы несоответствий книжному канону. Звучали претензии в связи с изменением образа Финрода, проходным характером сцен, в которых появляется Галадриэль, общей рваностью повествования, отсутствием эмоциональной связи с персонажами, клишированностью диалогов.